# Zugspitze
El Zugspitze és la muntanya més alta d'Alemanya. Està situada just a la frontera amb Àustria, al districte de Garmisch-Partenkirchen, a Baviera.Hi ha dos telefèrics que porten fins a un enclavament turístic prop del cim de la muntanya. Un procedeix del costat alemany de la muntanya, i l'altre, del costat austríac (des del poble d'Ehrwald). La muntanya sol estar massificada pels turistes.

## Geografia
Amb una altura de 2.962,06 m constitueix la muntanya més alta d'Alemanya. Les coordenades geogràfiques del cim són 47° 25′ N, 10° 59′ O.

## Història
La muntanya fou documentada per primer cop l'any 1590, en la descripció d'una frontera, això no obstant, no tenia cap nom. No fou fins al 1807 que no se'n començà a fer una documentació de la zona.
La primera persona a escalar-lo fou Josef Naus, de la Reial Oficina Topogràfica de Baviera, el 27 d'agost del 1820.
Ja el 1900 el cim de la muntanya tenia una estació meteorològica.

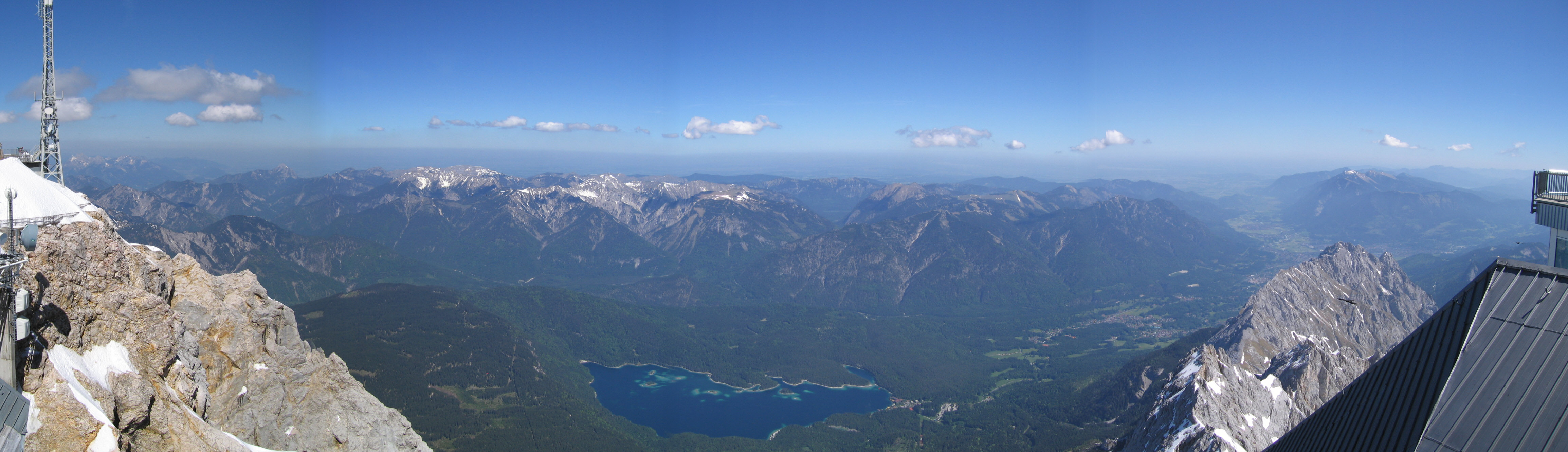
Vista des de la plataforma Zugspitze mirant cap al nord Alemanya. Atenció al llac Eibsee al mig i la ciutat de Grainau a la dreta.

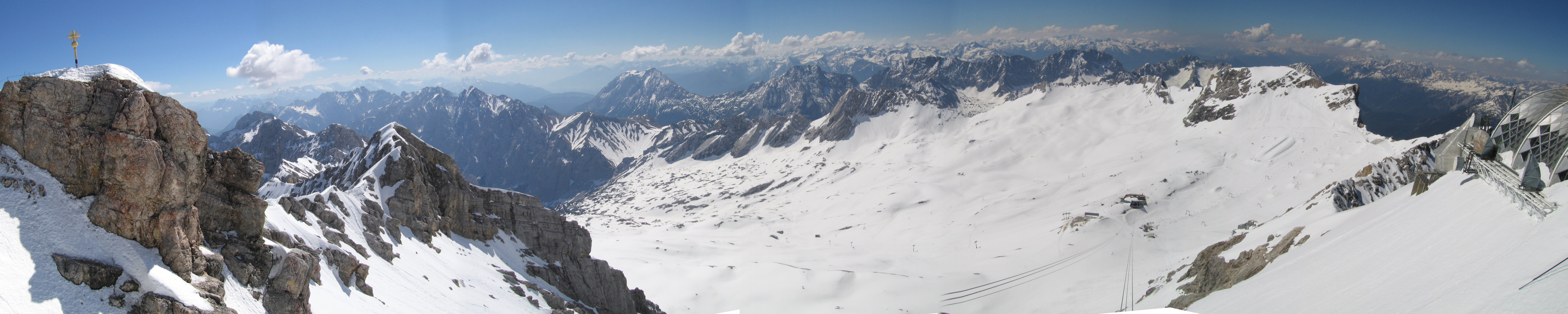
Vista des de la plataforma Zugspitze mirant al sud cap a Zugspitzplatt (Alemanya). La creu d'or del cim (a l'esquerra) marca el punt més alt d'Alemanya.

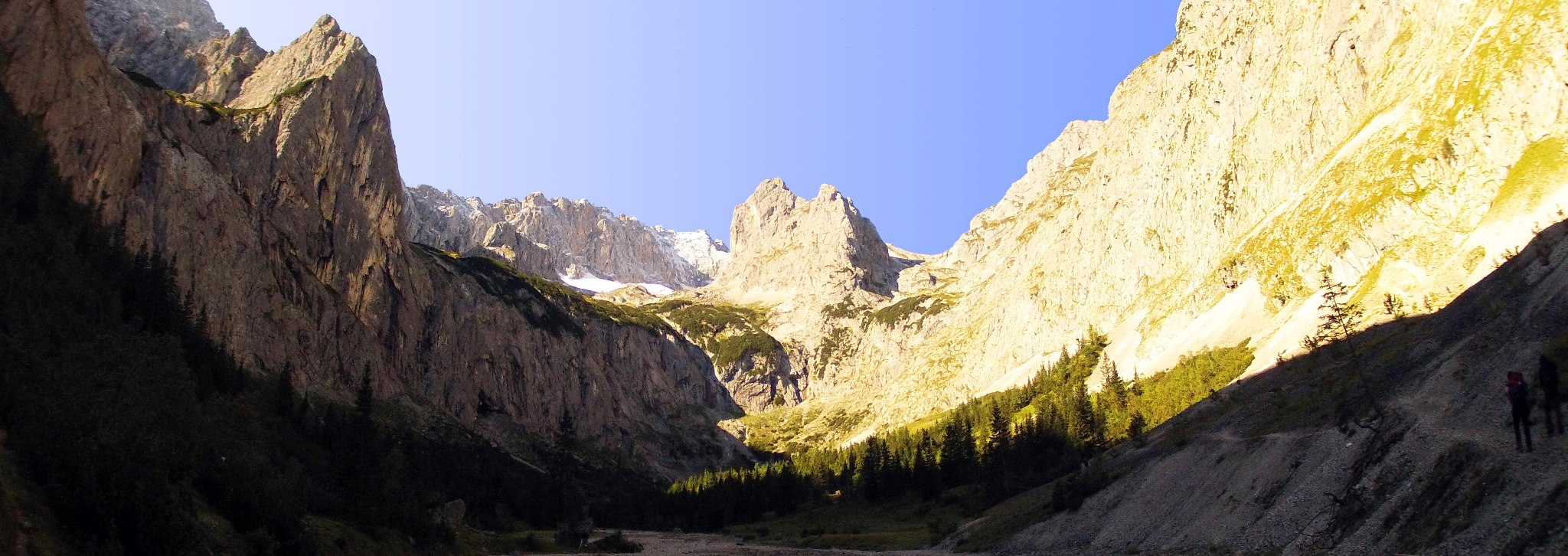
Vista del Zugspitze des de Höllental (Wetterstein)